# Monsterville : Le Couloir des horreurs
Pour plus de détails, voir Fiche technique et Distribution.
Monsterville : Le Couloir des horreurs (R.L. Stine's Monsterville: The Cabinet of Souls) est un téléfilm fantastique américain réalisé par Peter DeLuise et sorti directement en vidéo en 2015.
Il s'agit d'une adaptation du livre éponyme édité en 2012 par le célèbre écrivain R.L. Stine. Il est également le cinquième long-mètrage à être adapté d'un oeuvre de celui-ci.

## Synopsis
Lorsqu'un spectacle d'épouvante se produit à Danville, Beth, Kellen, Nicole et Luke sont impatients d'y assister. La mise en scène est extrêmement réaliste. L'infâme forain, Dr Hysteria, et son assistante Lilith, ont réussi à créer une ambiance terrifiante. À l'issue de la représentation, Beth découvre une armoire mystérieuse dans laquelle sont enfermées les âmes d'adolescents qui deviennent des monstres à la suite d'un envoûtement qui corrompt leur désir inconscient. Nos amis devront tout mettre en œuvre pour arrêter le chaos ce qui soit dit en passant sera difficile étant les apparences peuvent être bien trompeuses.

## Fiche technique
- Titre original : R.L. Stine's Monsterville: The Cabinet of Souls
- Titre français : Monsterville : Le Couloir des horreurs
- Réalisation : Peter DeLuise
- Scénario : Billy Brown, Dan Angel
- Direction artistique : Peter Bodnarus
- Décors : Terry Joseph
- Costumes : Valerie Halverson
- Photographie : James Menard
- Musique : Ryan Shore
- Production : Dan Angel, Billy Brown, Lisa Gooding, Tracey Jeffrey
- Producteurs délégués : R. L. Stine, Jane Stine, Joan Waricha
- Sociétés de production : EveryWhere Studios, Universal Pictures
- Société de distribution : Universal Pictures
- Pays d'origine : États-Unis
- Langue : anglais
- Format : couleur- son Dolby numérique
- Genre : fantastique
- Durée : 85 minutes
- Date de sortie : 
  - États-Unis : 29 septembre 2015[1]
  - France : 14 juin 2016

## Distribution
- Dove Cameron (VF : Jessica Monceau) : Beth
- Braeden Lemasters (VF : Alexandre Nguyen) : Kellen
- Katherine McNamara (VF : Marie Tirmont) : Lilith
- Casey Dubois (VF : Benjamin Bollen) : Luke
- Tiffany Espensen : Nicole
- Ryan McCartan (VF : Paolo Domingo) : Hunter
- Andrew Kavadas : Dr Hysteria
- David Lewis (VF : Guillaum Bourboulon) : Mayor
- Keith MacKechnie (VF : Jean-Claude Donda) : Sheriff
- Laine MacNeil (en) : Andrea Payton
- Karin Konoval (VF : Caroline Jacquin) : Ms Sarkosian
- Fiona Vroom (it) (VF : Sandrine Cohen) : Nora

 Source et légende : version française (VF) sur RS Doublage

## Autour du film
- Le téléfilm est un oeuvre du célèbre écrivain R. L. Stine dont il est le cinquième longs-métrages. C'est également une adaptation de son livre homonyme sorti en 2012 aux États-Unis.
- La bande originale, R. L. Stine's Monsterville: The Cabinet of Souls (Original Motion Picture Soundtrack), est composée par Ryan Shore (en). Parmi les titres contient une chanson, Stay True, interprété par Katherine McNamara, l'une des acteurs principaux du téléfilm.
- Le casting réunit Dove Cameron et Ryan McCartan, un couple à l'époque du sorti du téléfilm mais se séparent en 2016. Le couple a également formé un duo, The Girl and the Dreamcatcher, en 2015 jusqu'à leur séparation.

## Distinctions

### Récompenses
- Daytime Emmy Awards 2016 :
  - Meilleure direction artistique, décoration du plateau, design scénique pour Brian Kane, Peter Bodnarus, Jerry Joseph
  - Meilleur maquillage

- Leo Awards 2016 :
  - Meilleure réalisation pour Peter DeLuise
  - Meilleur producteur de design pour Brian Kane
  - Meilleure retouche d'image pour Lisa Robinson
  - Meilleurs costumes pour Valerie Halverson
  - Meilleure photographie pour James Alfred Menard

### Nomination
- Daytime Emmy Awards 2016 :
  - Meilleur programme spécial pour R. L. Stine, Jane Stine, Dan Angel, Billy Brown, Joan Waricha, Tracey Jeffrey
  - Meilleure réalisation pour un programme spécial pour Peter DeLuise
  - Meilleure photographie pour James Alfred Menard
  - Meilleure photographie à cameraunique pour Lisa Robinson
  - Meilleure direction et composition musicale pour Ryan Shore

- Leo Awards 2016 : Meilleur téléfilm pour Dan Angel